# Joseph Christian Leyendecker
Pour les articles homonymes, voir Leyendecker.
Joseph Christian Leyendecker (né le 23 mars 1874 à Montabaur, en province de Hesse-Nassau, et mort le 25 juillet 1951 à New Rochelle, dans l'État de New York) est l'un des plus importants illustrateurs américains du début du XXe siècle. Il est surtout connu pour ses affiches, livres, illustrations publicitaires, ainsi que la création de la figure du « Arrow Collar Man » pour la marque Arrow, et ses couvertures pour The Saturday Evening Post,. Entre 1896 et 1950, Leyendecker a peint plus de 400 couvertures de magazines. Pendant l'âge d'or de l'illustration américaine, pour The Saturday Evening Post seul, J. C. Leyendecker a produit 322 couvertures, ainsi que plusieurs publicités pour ses pages intérieures. Aucun autre artiste jusqu'à l'arrivée de Norman Rockwell deux décennies plus tard, ne fut plus étroitement identifié avec cette revue. Leyendecker « a pratiquement inventé l'idée du concept moderne de l'illustration de magazine. ».

## Jeunesse
Joseph Christian Leyendecker (diminutifs J. C. ou Joe) naît le 23 mars 1874 à Montabaur en Allemagne, de Peter Leyendecker (1838–1916) et Elisabeth Oreseifen Leyendecker (1845–1905). Il est le second d'une fratrie de quatre enfants. Il a un frère aîné, Adolph A., (1869–1938), une sœur cadette, Augusta Mary (1872–1957) et un frère cadet, Frank Xavier (1876–1924).
En 1882, la famille Leyendecker immigre à Chicago, où l'oncle d'Elisabeth a fondé une entreprise prospère, la McAvoy Brewing Company. Adolescent, il travaille pour la société de gravure J. Manz & Company. Il accomplit sa première commande professionnelle, soixante illustrations de la Bible pour la Powers Brothers Company. Ensuite il suit une formation artistique à l'Institut d'art de Chicago. Ses cours de dessin et l'anatomie sont assurés par John H. Vanderpoel.
Il part pour Paris avec Frank, son frère cadet. Pendant un an, ils suivent les cours de l'Académie Julian. Ils y voient exposées les œuvres de Toulouse-Lautrec, de Jules Chéret, ainsi que celles d'Alphonse Mucha, un des principaux représentants de l'Art Nouveau en France,

## Carrière

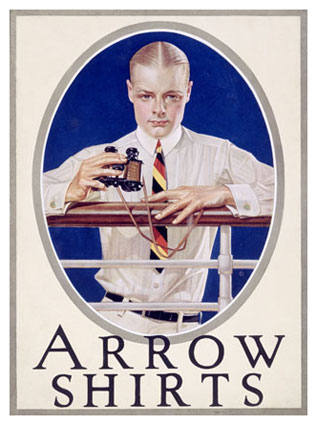
Publicité pour les chemises Arrow en 1920.

En 1899, les deux frères reviennent en Amérique et s'installent à Chicago, dans un appartement du quartier de Hyde Park. Ils ont un atelier au Fine Arts Building, au 410 Michigan Avenue. Le 20 mai 1899, Joseph reçoit sa première commande pour une couverture du Saturday Evening Post, l'hebdomadaire le plus populaire du pays. C'est le début d'une collaboration qui durera quarante-quatre ans. Il produit trois cent vingt-deux couvertures pour ce magazine, dont plusieurs images emblématiques, comme le New Year's Baby, représentation du père Noël, ses couvertures fleuries pour la Fête des mères et ses feux d'artifice du 4 juillet.

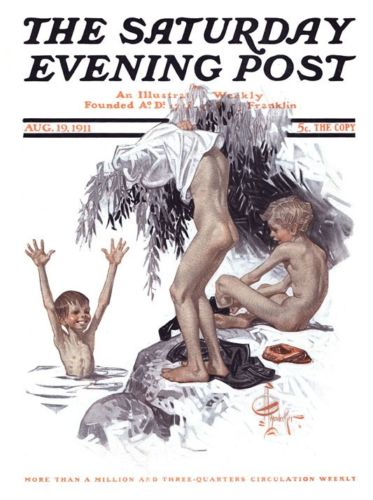
Couverture du Saturday Evening Post du 19 août 1911.

En 1900, avec Frank et sa sœur Mary, il s'installe à New York, centre de l'art commercial et de la publicité aux États-Unis. Durant les années 1910, les deux frères entament une collaboration lucrative avec les maisons de confection Interwoven Socks, Hartmarx, B. Kuppenheimer & Co, et Cluett Peabody & Company. Mais sa commande la plus importante lui vient de la marque de chemises Arrow. Le Arrow Collar Man de Leyendecker, ainsi que les publicités qu'il réalise ensuite pour Kuppenheimer Suits et Interwoven Socks, définissent l'image de l'Américain à la mode au cours des premières décennies du XXe siècle. Son modèle préféré est Charles Beach (1886–1952) qui est également son compagnon dans la vie,.
Leyendecker collabore aussi régulièrement avec la marque de céréales Kellogg's. Il crée pour celle-ci vingt « Kellogg's Kids », qui servent de base à une campagne pour ses Corn Flakes. En 1914, les Leyendecker et Charles Beach aménagent dans une grande maison-atelier à New Rochelle, dans la banlieue nord de New York, où habite aussi un autre illustrateur qu'il a influencé, Otho Cushing. Il y réside jusqu'à la fin de sa vie. Pendant la Première Guerre mondiale, en plus de ses couvertures de magazines et de ses publicités pour des vêtements pour hommes, il réalise des affiches de recrutement pour l'armée américaine et de propagande pour l'effort de guerre.

Cúchulainn conduit son char dans la bataille, illustration pour Myths and Legends of the Celtic Race de W. Rolleston, 1911.

Les années 1920 sont à bien des égards le sommet de la carrière de Leyendecker. Un grand nombre de ses œuvres les plus célèbres datent de cette période. Avec lui, la publicité moderne prend alors son essor. Il est souvent considéré comme un des plus importants artistes « commerciaux » américains. Cette popularité le conduit à organiser, avec Charles Beach, de grands galas fréquentés par la haute société américaine. Les réceptions qui se déroulent dans leur propriété de New Rochelle sont d'importants événements culturels et mondains.
Les années 1930 sonnent le début de son déclin. Aux alentours de 1930–1931, Cluett, Peabody, & Co. cessent d'utiliser les illustrations de Leyendecker dans leurs publicités à cause du déclin, après 1921, de la production de cravates et de chemises à faux-col. À partir de cette époque, Leyendecker vit de plus en plus reclus : peu sociable, il n'a de relations suivies qu'avec sa sœur Mary Augusta et son frère Charles. Frank était mort en 1924, sa vie d'excès n'étant pas étrangère à son décès. À cause notamment des conséquences économiques du  krach de 1929, le nombre de commandes de Leyendecker décline peu à peu. En 1936, George Horace Lorimer, rédacteur en chef du Saturday Evening Post depuis le début de la carrière de Leyendecker, cesse ses activités. Ses successeurs, Wesley Winans Stout de 1937 à 1942, puis Ben Hibbs de 1942 à 1962, font rarement appel à Leyendecker pour la couverture du Post.
Le « New Year Baby » du Post du 2 janvier 1943 est la dernière couverture de Leyendecker. Il reçoit d'autres commandes, mais moins fréquentes. Parmi celles-ci, les plus importantes sont des affiches pour le Département de la Guerre des États-Unis, pour lequel Leyendecker représente des officiers généraux encourageant l'achat de bons de guerre pour soutenir l'effort du pays dans la Seconde Guerre mondiale. Leyendecker meurt le 25 juillet 1951 à 77 ans dans sa propriété de New Rochelle des conséquences d'une occlusion coronaire.

## Vie personnelle

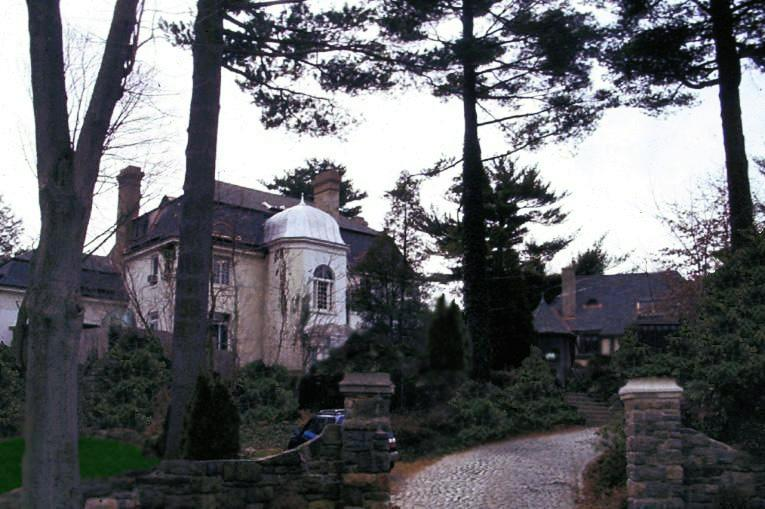
La maison de Leyendecker à Mount Tom Road à New Rochelle, New York.

Plusieurs biographes ont spéculé sur la sexualité de J. C. Leyendecker's, souvent interprétée, à partir de son œuvre à l'esthétique homoérotique, dans le sens d'une identité homosexuelle. Nul doute que Leyendecker excellait à représenter des espaces spécifiquement masculins (vestiaires, club de sport, boutiques pour hommes) et de jeunes hommes extraordinairement beaux dans des poses équivoques ou échangeant des regards. En outre, Leyendecker ne fut jamais marié, et vécut avec un autre homme, Charles Beach, durant une grande partie de sa vie. Beach, qu'on supposa son amant, était le modèle original du célèbre Arrow Collar Man. Un documentaire produit par MTV, "Code secret l'amour caché de J.C. Leyendecker" (32 min) raconte aussi cette histoire. 
Alors que Beach est à l'origine de l'organisation des grandes réceptions pour lesquelles Leyendecker était célèbre dans les années 1920, il a aussi contribué à l'isolement social de l'illustrateur dans les années suivantes, ayant interdit tout contact de l'extérieur avec l'artiste dans les derniers mois de sa vie.
Conséquence de sa célébrité en tant qu'illustrateur, Leyendecker pratiquait un mode de vie extravagant qui, à bien des égards, incarnait la frénésie et les excès des Roaring Twenties. Toutefois, lorsque les commandes ont commencé à baisser dans les années 1930, il a été forcé de réduire considérablement son train de vie luxueux. Avant sa mort, Leyendecker avait dû se séparer du personnel de maison de sa propriété de New Rochelle. Beach et lui avaient tenté d'entretenir le vaste domaine par eux-mêmes. Leyendecker a partagé sa succession à parts égales entre sa sœur et Beach. Leyendecker est enterré aux côtés de ses parents et de son frère Frank au cimetière de Woodlawn dans le Bronx, à New York. Charles Beach meurt d’une crise cardiaque quelques mois après Leyendecker, son lieu d'inhumation est inconnu,.

## Œuvres

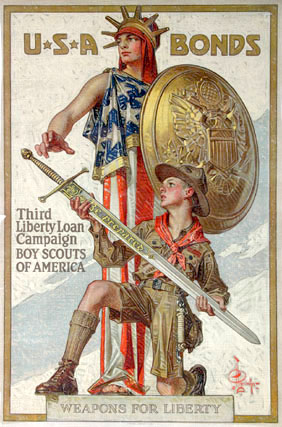
"Weapons for Liberty – U.S.A. Bonds." Un appel à la jeunesse pour vendre des bons de guerre par le biais d'une scène représentant un Boy Scout tendant une épée vers la liberté par Leyendecker.

### Collections dans les musées
Des exemples de ses œuvres peuvent être vus dans les collections du Haggin Museum à Stockton, le National Museum of American Illustration à Newport, et au Pritzker Military Museum & Library à Chicago.

## Héritage
En tant que principal illustrateur du très populaire magazine Saturday Evening Post durant presque la première moitié du XXe siècle, l'œuvre de Leyendecker reflète et aide à comprendre plusieurs aspects visuels de cette période culturelle des États-Unis.  La figure iconique du père Noël comme un gros homme jovial dans un manteau de fourrure rouge a été popularisé par Leyendecker, tout comme la figure du New Year Baby. La tradition aux États-Unis d'offrir des fleurs  pour la fête des mères fut inspirée par une couverture de  Leyendecker du 30 mai 1914 du Saturday Evening Post représentant un jeune groom portant des  jacinthes. Il avait été créé comme une commémoration d'une déclaration du président Woodrow Wilson officialisant le jour de la fête des mères cette année-là.
Leyendecker fut l'une des principales influences et un ami personnel de Norman Rockwell qui fut l'un des porteurs de son cercueil lors de ses funérailles. Ses premières œuvres pour le Saturday Evening Post témoignent d'une forte ressemblance avec celles de Leyendecker. Si de nos jours il est généralement admis que Norman Rockwell a établi les représentations visuelles les plus connues du mode de vie américain, dans de nombreux cas, elles sont dérivés de l'œuvre de Leyendecker, ou des réinterprétations de thèmes visuels établis par celui qui fut l'idole de Rockwell.
L'œuvre de Leyendecker a inspiré George Lucas et fait partie de sa collection dans le Lucas Cultural Arts Museum.

## Galerie

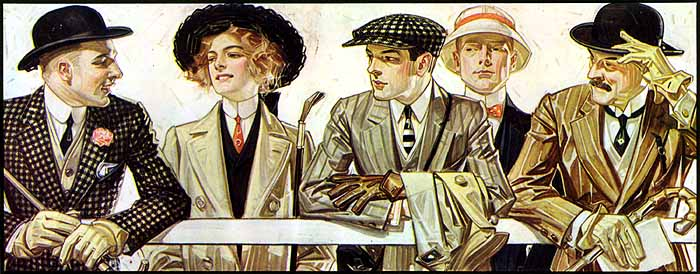
Illustration pour Arrow Collar, 1907. J.C. Leyendecker.
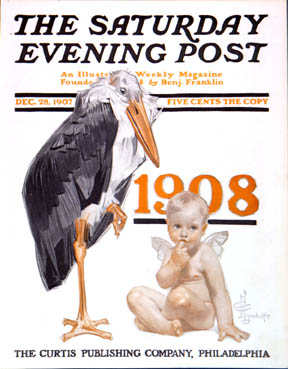
Couverture du 28 décembre 1907 du Saturday Evening Post.
Illustration pour Queen Maev dans Myths and Legends of the Celtic Race, 1911, T. W. Rolleston
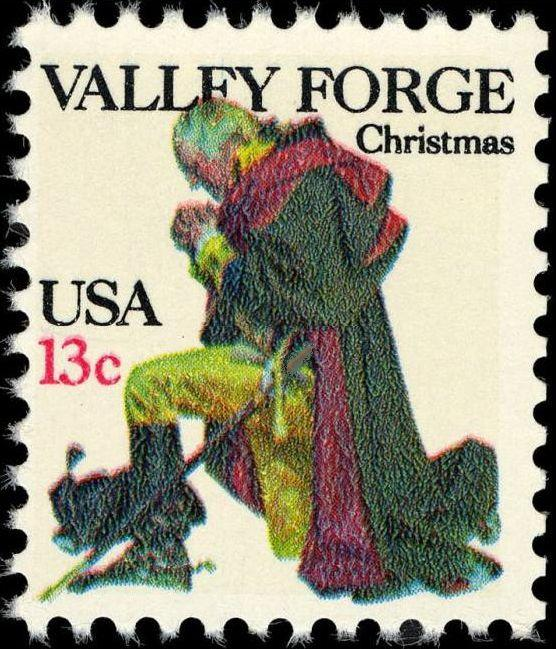
Timbre reprenant une illustration de Leyendecker pour le Post.